# Aarzemnieki
«Aarzemnieki» — латиський гурт, який представляв Латвію на пісенному конкурсі Євробачення 2014 у Копенгагені, Данія, з піснею «Cake to Bake» у першому півфіналі, однак до фіналу не вийшов.
Гурт був утворений у 2013 році, її лідер-вокаліст Йоран Штайнхауер (німецькою Jöran Steinhauer). Вони стали відомі в 2013 році з прощальної пісні до латвійської національної валюти Paldies latiņam1.
Склад гурту : Йоран Штайнхауер  (німецькою Jöran Steinhauer), гітарист Гунтіс Вейландс (лат. Guntis Veilands), скрипалька Катріна Диманта (лат. Katrīna Dimanta), ударник та бек-вокаліст Райтис Вилюмовс (лат. Raitis Viļumovs).
У вересні 2014 року, згідно з інформацією латвійської газети Kas Jauns, група оголосила про розпуск за взаємною згодою3.